# Тріпкод

Пост на /b/ Учану з ім'ям !PedIa.Dbk., використовуючи трипкод

Тріпкод (англ. trip + code) — засіб аутентифікації під час зв'язку, для використання якого не потрібна реєстрація. Найчастіше використовується на іміджбордах. Являє собою хеш, що генерується сайтом з особистого паролю користувача.
Побачити тріпкод можна в імені користувача (він відрізняється від імені кольором). На іміджбордах, на яких відсутній механізм реєстрації, трікод є мало не єдиним способом, за допомогою якого можна підтвердити те, що ці повідомлення написані однією особою.